# Прелюдия к Основанию
«Прелюдия к Основанию» (другой вариант перевода — «Прелюдия к Академии», англ. Prelude to Foundation) — научно-фантастический роман Айзека Азимова, опубликованный в 1988 году. Наряду с романом «Путь к Основанию» (или «Путь к Академии»), является приквелом к основной серии «Основание» (или «Академия»). Роман отмечен премией Locus.

## Сюжет
Роман описывает Трантор (другой перевод – Трентор) во времена правления Клеона I. Всё начинается с доклада молодого математика Гэри (другой перевод – Хэри) Селдона с планеты Геликон на научном конгрессе, в котором он описывает теоретическую возможность математического моделирования будущего. Эта наука была названа психоисторией. Докладом заинтересовались премьер-министр Империи Эдо Демерзель и Император, в результате чего Гэри Селдон был доставлен во дворец, где был вынужден разочаровать Императора, объяснив сугубо теоретический характер своей работы. Несмотря на это, тот желает использовать Селдона, чтобы утвердить свою власть с помощью самоисполняющихся пророчеств. После посещения дворца императора на Гэри нападают хулиганы, от которых он отбивается с помощью находившегося поблизости репортёра Четтера Челвика (англ. Chetter Hummin, Челвик – игра слова «человек» (human),  другой перевод – Четтера Хьюммена). Челвик убеждает его в том, что Империя гибнет, и сам Гэри в опасности, так как на него открыл охоту премьер-министр Эдо Демерзель, способный контролировать Селдона на любой планете Империи, кроме самого Трантора: тут имперские войска не могут действовать без дестабилизации хрупкой системы города-планеты. Челвик отвозит Гэри в Университет Стрилинга, где передаёт под опеку профессора истории Дорс Венабили и убеждает его продолжить работу над психоисторией.
Гэри желает изучить историю Империи, чтобы получить достаточно информации для создания модели психоистории, но разочаровывается информацией в университетской библиотеке, которая недостаточно детальна. Знакомый профессор убеждает его подняться на поверхность Трантора с группой метеорологов, где Селдон отбивается от группы и чуть не погибает от холода. К счастью, его вовремя находит Дорс. Челвик решает, что в университете Селдону тоже небезопасно и направляет Гэри и Дорс в сектор Микоген, который населяет группа фермеров с весьма странными порядками: всем взрослым ритуально удаляют волосы, мужчины и женщины Микогена называют друг друга братьями и сёстрами и носят хитоны (белые для мужчин и серые для женщин), женщины имеют второсортный статус и не имеют права общаться с посторонними мужчинами и все немикогенцы именуются соплеменниками, которые обязаны во время пребывания в Микогене прятать волосы на голове и лице. Тут Селдон узнаёт, что каждый микогенец носит с собой книгу, содержащую древнюю историю, которую они почитают с религиозным фанатизмом. Добыв её, он опять разочаровывается — она содержит сухие факты и ничего более, хотя почерпывает оттуда некоторые интересные сведения. Так, он узнаёт о некой древней планете под названием Аврора, от которой, согласно книге, и пошла человеческая раса. Также книга упоминает роботов, о которых Селдон не имеет ни малейшего понятия. Он намерен найти активного робота, чтобы разузнать о древней истории Первого Мира, который он хочет использовать для модели психоистории. Селдон и Дорс прокрадываются в микогенский храм, где находят «мёртвого» робота. Там же их ловит правитель Микогена и приговаривает их к смерти. К счастью, их выручает Челвик, которого вызвала Дорс.
Челвик отвозит их в бедный сектор Даль (другой перевод – Дахл), где Селдон знакомится с молодым человеком Юго Амарилем, который обладает талантом к математике. Селдон обещает вытащить его из Даля и помочь получить образование. В том же секторе они знакомятся с уличным мальчиком по имени Рейч (другой перевод – Райч) и пожилой женщиной по прозвищу Матушка Ритта. Матушка Ритта рассказывает историю о Земле — Первом Мире. Когда Селдон упоминает Аврору и роботов, то Ритта сердится и выгоняет их. По пути домой на них нападают местные хулиганы, однако Дорс оказывается очень проворной с ножами и отбивается. После они встречаются с повстанцем по имени Даван, который тоже хочет воспользоваться психоисторией. Вернувшихся Селдона и Дорс задерживают силы безопасности Даля, но им удаётся бежать с помощью Рейча. Даван помогает им покинуть сектор, связавшись с мэром сектора Сэтчем (игра слова «зачем» (why), англ. Wye, другой перевод – Вия), хотя ни Селдон, ни Дорс не знают, куда они летят. Вместе с ними летит и Рейч.
В Сэтчеме они встречаются с Рейчел (другой перевод – Рашель), которая раскрывает, что является нынешним мэром, так как её отец недавно передал ей все полномочия. Она намерена совершить переворот и узурпировать власть над Трантором и несколькими соседними планетарными системами, предоставив оставшиеся миллионы миров во власть местных имперских военачальников (т.е. втянув Галактику в феодальную анархию). Как и все, для этого она намерена использовать психоисторию Селдона. Через несколько дней в Сэтчем вторгаются имперские войска, а армия Сэтчема по непонятной причине сдаётся без боя. Рейчел пытается убить Селдона, чтобы он не достался Императору, но Дорс её останавливает. Затем появляется Челвик во главе имперских солдат, и Рейчел раскрывает, что тот на самом деле — Эдо Демерзель.
Позже Челвик и Селдон обсуждают события, но Селдон не держит зла за обман. Демерзель действительно считает, что Империя умирает и психоистория Селдона — лучший способ предотвратить крах. Он намерен отправить Селдона в Имперский сектор и дать ему всё необходимое для работы над психоисторией. Но тут Селдон догадывается, что за личностями Челвика и Демерзеля кроется нечеловек. Он объясняет тому, как смог вычислить, что он — древний человекоподобный робот. Поддаваясь его железной логике, Челвик сознаётся, что является роботом по имени Р. Дэниел Оливо и обладает способностью улавливать и изменять человеческие эмоции. Он раскрывает Селдону три закона роботехники, а также Нулевой закон, выведенный другим роботом, Р. Жискаром Ривентловом: Робот не может причинить вред человечеству или своим бездействием допустить, чтобы человечеству был причинён вред. Этим законом и руководствуется Дэниел в первую очередь. Он убеждает Селдона держать всё это в тайне, но раскрывает, что Дорс тоже знает об этом.
Селдон затем разговаривает с Дорс и объясняет свои подозрения, что Дорс — тоже робот. Дорс не подтверждает, но и не опровергает это. Вместо этого Селдон просит, чтобы Дорс была с ним, ведь ему всё равно, человек она или нет.